# جيم أوبراين (لاعب كرة قدم أمريكية)
جيم أوبراين (بالإنجليزية: Jim O'Brien)‏ هو لاعب كرة قدم أمريكية أمريكي، ولد في 7 فبراير 1947 في إل باسو في الولايات المتحدة.

## وصلات خارجية
- جيم أوبراين على موقع مرجع كرة القدم المحترفة.كوم (الإنجليزية)
- جيم أوبراين على موقع IMDb (الإنجليزية)